# Фоссум, Майкл Эдвард
Майкл Эдвард Фоссум (англ. Michael Edward Fossum; род. 19 декабря 1957, Су Фолс, Южная Дакота) — американский астронавт.

## Биография
Фоссум родился в Южной Дакоте, но вырос в Техасе, где он до 1976 года учился в высшей школе. В мае 1980 года он окончил университет в Техасе (Texas A&M University) и получил степень бакалавра в области машиностроения. После окончания университета Фоссум работал в Технологическом институте военно-воздушных сил США, где он получил степень магистра наук (Master of Science). В 1997 году Фоссум окончил университет Хьюстона «Клеар Лэйк» (University of Houston-Clear Lake), где он изучал физику.

### Военная служба
С 1981 года, оставаясь на военной службе, Фоссум работал в Космическом центре Джонсона, в Хьюстоне, где он участвовал в проекте Спейс Шаттл.
В 1985 году Фоссум окончил школу лётчиков-испытателей на военно-воздушной базе Эдвардс. Фоссум участвовал в испытания истребителя F-16.
В 1993 году Фоссум вышел в отставку с военной службы в звании полковника. Во время службы Фоссум налетал более 1000 часов на 34 различных типах самолётов. После отставки, он продолжил работу в НАСА в качестве инженера систем космических кораблей, где участвовал в проектах связанных с Международной космической станцией. Фоссум прорабатывал варианты использования российского корабля «Союз» в качестве спасательного корабля, а также принимал участие в разработке ракетоплана X-38 — альтернативного корабля спасения для МКС.

### Карьера астронавта
С 1987 года Фоссум несколько раз безуспешно пытался попасть в группу подготовки астронавтов НАСА. С пятой попытки это ему удалось, 5 июня 1998 года он был принят в группу подготовки астронавтов НАСА № 17.
С ноября 2002 года по май 2003 года Фоссум работал с шестой долговременной экспедицией МКС в качестве связного между экипажем и наземным центром управления.
12 февраля 2003 года Фоссум был назначен в экипаж «Дискавери» STS-121. Миссия началась 6 июля 2006 года, за время полёта Фоссум принял участие в трёх выходах в открытый космос. В 2008 году он совершил ещё три выхода в открытый космос уже в полёте по программе «STS-124». За эти два полёта его суммарный налёт составил более 636 часов, из которых 42 он провёл работая в открытом космосе. В июне 2011 года Майкл Фоссум в составе экипажа «Союз ТМА-02М» отправился к МКС, где он исполнял обязанности бортинженера-4 в составе 28-й экспедиции, затем он получил роль командира МКС-29. 22 ноября 2011 года Майкл Фоссум в составе экипажа корабля «Союз ТМА-02М» приземлился на территории Казахстана.

### После полётов
В январе 2017 года Фоссум покинул NASA и занял должность вице-президента и главного операционного директора в океаническом филиале Техасского университета A&M в Галвестоне.

### Личная жизнь
Фоссум женат. Его жена — Мелани Лондон (Melanie J. London). Они имеют четверых детей. Увлечения: семейные мероприятия, бег трусцой, рыбалка и пеший туризм.